# Liste der Grade-I-Bauwerke in West Sussex
| Lage von West Sussex in England                                               |
| Gliederung von West Sussex                                                    |
| 1. Worthing 2. Arun 3. Chichester 4. Horsham 5. Crawley 6. Mid Sussex 7. Adur |

Diese Liste der Grade-I-Bauwerke in West Sussex nennt die Grade-I-Listed Buildings in West Sussex nach Bezirken geordnet.
Von den rund 373.000 Listed Buildings in England sind rund 9000, also etwa 2,4 %, als Grade I eingestuft. Davon befinden sich etwa 175 in West Sussex.

## Adur
1. Church of St Julian, Adur, BN43
2. Church of St Mary De Haura, Adur, BN43
3. Church of St Nicolas, Adur, BN43
4. Lancing College, the Chapel, Lancing, Adur, BN15
5. The Parish Church, Coombes, Adur, BN15
6. The Parish Church of St James, Lancing, Adur, BN15
7. The Parish Church of St Mary, Sompting, Adur, BN15

## Arun
1. Arundel Castle, Arundel, Arun, BN18
2. Barnham Court, Barnham, Arun, PO22
3. Church of St Nicholas, Arundel, Arun, BN18
4. Fitzalan Chapel, Arundel, Arun, BN18
5. Roman Catholic Cathedral of St Philip Neri and Piers Surrounding Churchyard, Arundel, Arun, BN18
6. St John’s Priory, Poling, Arun, BN18
7. The Dome, Bognor Regis, Arun, PO21
8. The Parish Church of St Andrew, Ferring, Arun, BN12
9. The Parish Church of St Andrew, Ford, Arun, BN18
10. The Parish Church of St John the Baptist, Findon, Arun, BN14
11. The Parish Church of St John the Divine, Patching, Arun, BN13
12. The Parish Church of St Leonard, South Stoke, Arun, BN18
13. The Parish Church of St Mary, Aldingbourne, Arun, PO20
14. The Parish Church of St Mary, Barnham, Arun, PO22
15. The Parish Church of St Mary, Burpham, Arun, BN18
16. The Parish Church of St Mary, Clapham, Arun, BN13
17. The Parish Church of St Mary, Climping, Arun, BN17
18. The Parish Church of St Mary, Slindon, Arun, BN18
19. The Parish Church of St Mary, Walberton, Arun, BN18
20. The Parish Church of St Mary, Yapton, Arun, BN18
21. The Parish Church of St Mary, East Preston, Arun, BN16
22. The Parish Church of St Mary Magdalen, Lyminster and Crossbush, Arun, BN17
23. The Parish Church of St Nicholas, Poling, Arun, BN18
24. The Parish Church of St Thomas a Becket, Pagham, Arun, PO21

## Chichester
1. Aldworth House, Lurgashall, Chichester, GU27
2. Bell Tower of the Cathedral, Chichester, Chichester, PO19
3. Burton Church, Duncton, Chichester, GU28
4. Burton Park St Michael’s School, Duncton, Chichester, GU28
5. Canon Gate, Chichester, Chichester, PO19
6. Chancel of the Church of the Grey Friars, Chichester, Chichester, PO19
7. Chithurst Church, Trotton with Chithurst, Chichester, GU31
8. Church of St Agatha, Fittleworth, Chichester, RH20
9. Church of St Andrew, Funtington, Chichester, PO18
10. Church of St Andrew, Elsted and Treyford, Chichester, GU29
11. Church of St Giles, Oving, Chichester, PO20
12. Church of St James, Graffham, Chichester, GU28
13. Church of St Mary, Lavant, Chichester, PO18
14. Church of St Mary, Marden, Chichester, PO18
15. Church of St Michael, Compton, Chichester, PO18
16. Church of St Paul, Stoughton, Chichester, PO9
17. Church of St Peter, Marden, Chichester, PO18
18. City Walls, Chichester, Chichester, PO19
19. Cocking Church, Cocking, Chichester, GU29
20. Former Church of St John the Evangelist, Chichester, Chichester, PO19
21. Goodwood Golf Clubhouse and kennels Cottage, Lavant, Chichester, PO18
22. Goodwood House, Westhampnett, Chichester, PO18
23. Pallant House, Chichester, Chichester, PO19
24. Petworth House, Petworth, Chichester, GU28
25. Priory Flats the Priory, Easebourne, Chichester, GU29
26. Racton Church, Stoughton, Chichester, PO18
27. Ruins of the Monastic Buildings of Boxgrove Priory, Boxgrove, Chichester, PO18
28. Rymans, Appledram, Chichester, PO20
29. Shulbrede Priory, Linchmere, Chichester, GU27
30. St Mary’s Hospital, Chichester, Chichester, PO19
31. St Wilfred’s Chapel, Selsey, Chichester, PO20
32. Stopham Bridge, Stopham, Chichester, RH20
33. The Cathedral Church of the Holy Trinity and Cloisters, Chichester, Chichester, PO19
34. The Former Church of St Olave, Chichester, Chichester, PO19
35. The John Edes House, Chichester, Chichester, PO19
36. The Market Cross, Chichester, Chichester, PO19
37. The Old Laundry and Kitchen Block at Up Park to the North East of the House, Harting, Chichester, GU31
38. The Old Rectory, Trotton with Chithurst, Chichester, GU31
39. The Palace, Chichester, Chichester, PO19
40. The Parish Church of All Hallows, Tillington, Chichester, GU28
41. The Parish Church of All Hallows, Woolbeding with Redford, Chichester, GU29
42. The Parish Church of All Saints, East Dean, Chichester, PO18
43. The Parish Church of St Andrew, Tangmere, Chichester, PO20
44. The Parish Church of St Bartholomew, Rogate, Chichester, GU31
45. The Parish Church of St George, Donnington, Chichester, PO20
46. The Parish Church of St George, Trotton with Chithurst, Chichester, GU31
47. The Parish Church of St James, Birdham, Chichester, PO20
48. The Parish Church of St John the Baptist, Kirdford, Chichester, RH14
49. The Parish Church of St John the Baptist, Sutton, Chichester, RH20
50. The Parish Church of St John the Baptist, Westbourne, Chichester, PO10
51. The Parish Church of St John the Evangelist, Bury, Chichester, RH20
52. The Parish Church of St Margaret, Eartham, Chichester, PO18
53. The Parish Church of St Mary, Appledram, Chichester, PO20
54. The Parish Church of St Mary, Barlavington, Chichester, GU28
55. The Parish Church of St Mary, Bepton, Chichester, GU29
56. The Parish Church of St Mary, Easebourne, Chichester, GU29
57. The Parish Church of St Mary, Fittleworth, Chichester, RH20
58. The Parish Church of St Mary, Harting, Chichester, GU31
59. The Parish Church of St Mary, Petworth, Chichester, GU28
60. The Parish Church of St Mary, Sidlesham, Chichester, PO20
61. The Parish Church of St Mary, Stopham, Chichester, RH20
62. The Parish Church of St Mary, Stoughton, Chichester, PO18
63. The Parish Church of St Mary the Virgin, Upwaltham, Chichester, GU28
64. The Parish Church of St Nicholas, West Itchenor, Chichester, PO20
65. The Parish Church of St Nicholas, West Thorney, Chichester, PO10
66. The Parish Church of St Peter Ad Vincula, Wisborough Green, Chichester, RH14
67. The Parish Church of St Peter and St Paul, West Wittering, Chichester, PO20
68. The Parish Church of the Blessed Virgin Mary, Singleton, Chichester, PO18
69. The Parish Church of the Holy Cross, Bignor, Chichester, RH20
70. The Parish Church of the Holy Trinity, Bosham, Chichester, PO18
71. The Priory Church of St Mary and St Blaize, Boxgrove, Chichester, PO18
72. The Refectory, Easebourne, Chichester, GU29
73. The Royal Chantry (Entrance in the Cloisters), Chichester, Chichester, PO19
74. The Ruins of Cowdray House, Easebourne, Chichester, GU29
75. The Ruins of the Old Halnaker House, Boxgrove, Chichester, PO18
76. The Shell Grotto to the North West of Carne’s Seat, Westhampnett, Chichester, PO18
77. The Stable Block at Up Park to the North West of the House, Harting, Chichester, GU31
78. The Stables, Goodwood House, Westhampnett, Chichester, PO18
79. Trotton Bridge, Trotton with Chithurst, Chichester, GU31
80. Uppark (National Trust), Harting, Chichester, GU31
81. Vicar’s Hall and Crypt, Chichester, Chichester, PO19
82. Woolbeding House, Woolbeding with Redford, Chichester, GU29

## Crawley
1. Friends’ Meeting House, Crawley, RH11
2. Parish Church of St Margaret, Crawley, RH11
3. The Parish Church of St Nicholas, Crawley, RH10

## Horsham
1. Amberley Castle, Amberley, Horsham, BN18
2. Bramber Castle Ruins, Bramber, Horsham, BN44
3. Brotherhood Hall, 9, Church Street, Steyning, Horsham, BN44
4. Buncton Chapel of All Saints, Wiston, Horsham, BN44
5. Church of St Botolph, Bramber, Horsham, BN44
6. Church of St Botolph, Coldwaltham, Horsham, RH20
7. Church of St Michael, Amberley, Horsham, BN18
8. Field Place, Warnham, Horsham, RH12
9. Greatham Church, Parham, Horsham, RH20
10. Hardham Priory Farmhouse, Coldwaltham, Horsham, RH20
11. Hardham Priory, the Ruins of the Chapter House, Coldwaltham, Horsham, RH20
12. Little Thakeham, Thakeham, Horsham, RH20
13. Newbuildings Place, Shipley, Horsham, RH13
14. North Stoke Church, Amberley, Horsham, BN18
15. Parham Park, Parham, Horsham, RH20
16. Parish Church of St George, West Grinstead, Horsham, RH13
17. Parish Church of St Mary, Horsham, RH12
18. St Mary’s Guest House and the Garden Gate, Bramber, Horsham, BN44
19. Stopham Bridge, Pulborough, Horsham, RH20
20. The Church of the Holy Sepulchre, Thakeham, Horsham, RH20
21. The Gateway and Porters Lodge to the North West of Ewhurst Manor, Shermanbury, Horsham, RH13
22. The Parish Church of St Andrew, Steyning, Horsham, BN44
23. The Parish Church of St James, Ashurst, Horsham, BN44
24. The Parish Church of St Margaret, Warnham, Horsham, RH12
25. The Parish Church of St Mary, Billingshurst, Horsham, RH14
26. The Parish Church of St Mary, Pulborough, Horsham, RH20
27. The Parish Church of St Mary, Thakeham, Horsham, RH20
28. The Parish Church of St Mary, West Chiltington, Horsham, RH20
29. The Parish Church of St Mary, Storrington and Sullington, Horsham, RH20
30. The Parish Church of St Mary, Shipley, Horsham, RH13
31. The Parish Church of St Mary Magdalene, Rusper, Horsham, RH12
32. The Parish Church of St Nicholas, Bramber, Horsham, BN44
33. The Parish Church of St Peter, Cowfold, Horsham, RH13
34. The Parish Church of St Peter, Parham, Horsham, RH20
35. The Parish Church of the Holy Trinty, Rudgwick, Horsham, RH12
36. The Stables and Laundry Wing at Parham Park to the North of the House, Parham, Horsham, RH20
37. Wiggonholt Church, Parham, Horsham, RH20
38. Wiston House, Wiston, Horsham, BN44

## Mid Sussex
1. Danny, Hurstpierpoint and Sayers Common, Mid Sussex, BN6
2. Gravetye Manor, West Hoathly, Mid Sussex, RH19
3. Newtimber Place, Newtimber, Mid Sussex, BN6
4. Parish Church of Holy Trinity, Cuckfield, Mid Sussex, RH17
5. Parish Church of St Giles, Horsted Keynes, Mid Sussex, RH17
6. Sackville College, East Grinstead, Mid Sussex, RH19
7. Saint Margarets Convent, East Grinstead, Mid Sussex, RH19
8. Standen, East Grinstead, Mid Sussex, RH19
9. Stone Hall, Balcombe, Mid Sussex, RH17
10. The Parish Church, Pyecombe, Mid Sussex, BN45
11. The Parish Church of Mary Magdalene, Bolney, Mid Sussex, RH17
12. The Parish Church of St John the Baptist, Hassocks, Mid Sussex, BN6
13. The Parish Church of St Margaret, West Hoathly, Mid Sussex, RH19
14. The Parish Church of St Mary, Balcombe, Mid Sussex, RH17
15. The Parish Church of St Peter, Ardingly, Mid Sussex, RH17
16. The Parish Church of St Peter, Twineham, Mid Sussex, RH17
17. The Parish Church of the Holy Trinity, Poynings, Mid Sussex, BN45
18. Wakehurst Place, Ardingly, Mid Sussex, RH17

## Worthing
1. Castle Goring, Worthing, BN13
2. Church of St Mary, Worthing, BN14
3. The Old Palace, Worthing, BN14